# Hapoel Afula F.C.
Hapoel Afula F.C. (hebr. הפועל עפולה) – izraelski klub piłkarski, mający siedzibę w mieście Afula.

## Historia
Klub piłkarski powstał w 1951 roku. W połowie 50. lat i na początku 60. lat XX wieku drużyna grała w Liga Alef, która była wówczas drugą klasą rozgrywek izraelskich klubów piłki nożnej. Nigdy jednak klub nie awansował do najwyższej ligi Ligat ha’Al. Obecnie drużyna gra w drugiej lidze Liga Leumit. Drużyna posiada własny stadion Afula Illit, który po rozbudowie w 2012 roku może pomieścić 1,5 tys. osób. Jest to jednak za mało na wymogi Ligi Leumit. Dlatego do czasu kolejnej planowanej rozbudowy stadionu, drużyna gościnnie korzysta z Green Stadium w Nacerat Illit.